# Pius III.

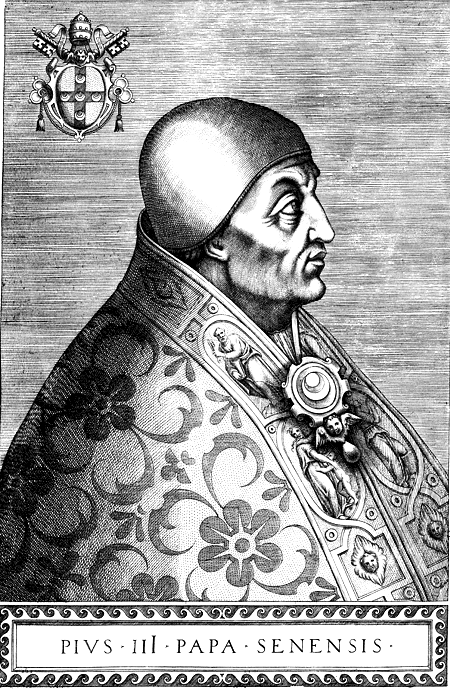
Pius III.

Pius III. (vlastním jménem Francesco Nanni Todeschini Piccolomini, synovec Pia II., 29. května 1439, Siena – 18. října 1503, Řím) byl papež v roce 1503.

## Život
V Perugii vystudoval práva a stal se doktorem. Pius II. ho učinil arcibiskupem sienským a následně kardinálem-jáhnem. V papežských službách se také účastnil mnohých diplomatických cest.
22. září roku 1503, v 7. den konkláve (ve 4. volbě), byl zvolen papežem. Jeho pontifikát trval pouhé tři týdny.